# ジム・クレイトン
ジム・クレイトン（James Creighton, Jr., 1841年4月15日 - 1862年10月18日）は、19世紀のアメリカ合衆国で活躍していた野球選手。ニューヨーク生まれ。主なポジションは投手。右投げ。プロの規定がまだなかった1850 - 1860年代に密かに報酬をもらってプレーしていた一人で、一部資料では『野球史における最初のプロ選手』とされている。

## 来歴・人物

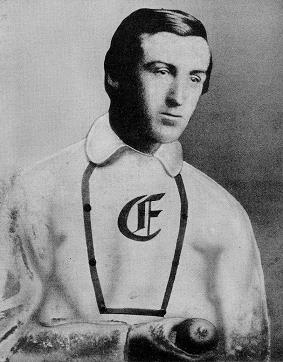
エクセルシオール・オブ・ブルックリンのユニフォームを着たクレイトン

### 生い立ち
1841年にニューヨークで生まれたが、少年期のことは殆どわかっていない。16歳の時には既にクリケットのルールをマスターしていたという。クレイトンは近所の友人とともに、1857年に「ヤングアメリカ」と呼ばれるジュニアの野球クラブを結成したが、このクラブは数試合を行った後すぐ解散する。その後クレイトンはブルックリンで活動していたナイアガラ・クラブに参加し、チームの二塁手となった。

### プロ選手の誕生
1859年、ナイアガラ・クラブはブルックリンのスター・クラブと野球の試合を行い、クレイトンは5回からリリーフとして登板したが、彼の投げる球のあまりの速さに、スター・クラブの打者たちは、クレイトンが手首のスナップを使うなどの不正（当時のルールでは、『投球は下手から、肘と手首をまっすぐ伸ばして投げなければならない』と定められていた）をしていると抗議した。しかしこの試合の後すぐ、スター・クラブはクレイトンとチームメイトのジョージ・フランリー（George Flanly）をナイアガラ・クラブから引き抜いた。
翌1860年、クレイトンとフランリーはスター・クラブから離れ、ブルックリンでも著名なクラブだったエクセルシオールに所属する。この二人の選手の移籍については、当時ライバルだったブルックリンのアトランティック・クラブに対抗するために、エクセルシオールが二人に内密に『報酬』を渡していたことによるものと考えられている。この年クレイトンは、エクセルシオールのアメリカ各都市への巡業に参加し、投打に活躍を見せた。1860年11月8日の試合ではクレイトンが登板し、記録に残っている野球の試合における最初の『完封試合』を達成した。またこの頃、エクセルシオールは野球の巡業試合を行う一方でクリケットの試合もこなしており、クレイトンもイギリスからの遠征チームとの対戦などに参加している。クリケットの試合においても、クレイトンは下手投げで投球していたそうである。1861年、クレイトンはアメリカン・クリケット・クラブのチームメイトだったエイサ・ブレイナードとともに、エクセルシオールのライバルであったアトランティック・クラブの一員として試合に出たこともあった。これも内密の報酬が絡んでいたと考えられている。

### 突然の死
野球におけるスター選手となりつつあったクレイトンだが、1862年10月14日のエクセルシオールとユニオンズ・オブ・モリサニアの試合中に悲劇が襲う。この試合はブレイナードが投手をつとめ、クレイトンは野手として出場して4打席で4本の二塁打を放つ活躍をしていた。5打席目にクレイトンはホームランを放ったが、思い切りバットを振った時の衝撃で内臓破裂を起こしてしまった（当時は膀胱の破裂と報告されたが、後の医学的な知見から鼠蹊部ヘルニアの損傷と解釈されている）。出血が止まらないまま、クレイトンは4日後の10月18日に、わずか21歳と6ヶ月で他界した。